# Maizy
Maizy település Franciaországban, Aisne megyében. Lakosainak száma 398 fő (2022. január 1.). Maizy Beaurieux, Concevreux, Cuissy-et-Geny, Muscourt, Œuilly, Pargnan és Les Septvallons községekkel határos.

## Népesség
A település népességének változása:
| Lakosok száma | 375  | 358  | 394  | 393  | 439  | 423  | 411  | 404  | 404  | 398  |
|               | 1968 | 1982 | 1990 | 2006 | 2013 | 2015 | 2017 | 2019 | 2020 | 2022 |